# Línea N3 (TUC Pamplona)
La línea N3 (Nocturna 3) del Transporte Urbano Comarcal de Pamplona (TUC), es una línea de autobús del Área metropolitana de Pamplona de Navarra (España), que conecta la  Bajada de Labrit en el centro de Pamplona con los pueblos limítrofes Noáin y Beriáin.

## Paradas
| KBHFa |

| HST |

| HST |

| HST |

| HST |

| HST |

| HST |

| HST |

| HST |

| HST |

| HST |

| HST |

| HST |

| HST |

| HST |

| HST |

| HST |

| HST |

| HST |

| HST |

| KBHFe |

|  |

| KBHFa |

| HST |

| HST |

| HST |

| HST |

| HST |

| HST |

| HST |

| HST |

| HST |

| HST |

| HST |

| HST |

| HST |

| HST |

| HST |

| HST |

| HST |

| HST |

| HST |

| KBHFe |

|  |

| KBHFa |

| HST |

| HST |

| HST |

| HST |

| HST |

| HST |

| HST |

| HST |

| HST |

| HST |

| HST |

| HST |

| HST |

| HST |

| HST |

| HST |

| HST |

| HST |

| HST |

| KBHFe |

|  |

| KBHFa |

| HST |

| HST |

| HST |

| HST |

| HST |

| HST |

| HST |

| HST |

| HST |

| HST |

| HST |

| HST |

| HST |

| HST |

| HST |

| HST |

| HST |

| HST |

| HST |

| KBHFe |

|  |

| KBHFa |

| HST |

| HST |

| HST |

| HST |

| HST |

| HST |

| HST |

| HST |

| HST |

| HST |

| HST |

| HST |

| HST |

| HST |

| HST |

| HST |

| HST |

| HST |

| HST |

| HST |

| KBHFe |

| KBHFa |

| HST |

| HST |

| HST |

| HST |

| HST |

| HST |

| HST |

| HST |

| HST |

| HST |

| HST |

| HST |

| HST |

| HST |

| HST |

| HST |

| HST |

| HST |

| HST |

| HST |

| KBHFe |

| KBHFa |

| HST |

| HST |

| HST |

| HST |

| HST |

| HST |

| HST |

| HST |

| HST |

| HST |

| HST |

| HST |

| HST |

| HST |

| HST |

| HST |

| HST |

| HST |

| HST |

| HST |

| KBHFe |

| KBHFa |

| HST |

| HST |

| HST |

| HST |

| HST |

| HST |

| HST |

| HST |

| HST |

| HST |

| HST |

| HST |

| HST |

| HST |

| HST |

| HST |

| HST |

| HST |

| HST |

| HST |

| KBHFe |

## Horarios
A continuación los horarios de salida de los dos puntos de inicio de recorrido de la línea N3.
| Horarios Salidas Bajada de Labrit | Horarios Salidas Bajada de Labrit        | Horarios Salidas Bajada de Labrit                      | Horarios Salidas Bajada de Labrit |
| --------------------------------- | ---------------------------------------- | ------------------------------------------------------ | --------------------------------- |
| Domingo a Jueves y Festivos       | Viernes                                  | Sábados y víspera de festivos                          |                                   |
| 23:00; 00:00                      | 23:00; 00:00; 01:00; 02:00; 03:00; 04:00 | 23:00; 00:00; 01:00; 02:00; 03:00; 04:00; 05:00; 06:00 |                                   |

| Horarios Salidas Beriain Viejo | Horarios Salidas Beriain Viejo            | Horarios Salidas Beriain Viejo                         | Horarios Salidas Beriain Viejo |
| ------------------------------ | ----------------------------------------- | ------------------------------------------------------ | ------------------------------ |
| Domingo a Jueves y Festivos    | Viernes                                   | Sábados y víspera de festivos                          |                                |
| 22:30; 23:30                   | 22:30; 23:30; 00:30; 01:30; 02:30; 03:30; | 22:30; 23:30; 00:30; 01:30; 02:30; 03:30; 04:30; 05:30 |                                |